# Calliephialtes marjorieae
Calliephialtes marjorieae är en stekelart som beskrevs av Ian D. Gauld 1991. Calliephialtes marjorieae ingår i släktet Calliephialtes och familjen brokparasitsteklar. Inga underarter finns listade.